# Ferrières-sur-Sichon
Ferrières-sur-Sichon település Franciaországban, Allier megyében. Lakosainak száma 506 fő (2022. január 1.). Ferrières-sur-Sichon Arronnes, La Chabanne, La Guillermie, Laprugne, Lavoine, Le Mayet-de-Montagne, Saint-Clément és Lachaux községekkel határos.

## Népesség
A település népességének változása:
| Lakosok száma | 916  | 656  | 632  | 561  | 566  | 573  | 552  | 536  | 527  | 506  |
|               | 1968 | 1982 | 1990 | 2006 | 2013 | 2015 | 2017 | 2019 | 2020 | 2022 |